# Максим (село)
Ма́ксим (укр. Максим) — село в Козелецком районе Черниговской области Украины. Население 304 человека. Занимает площадь 1,517 км².
Код КОАТУУ: 7422085301. Почтовый индекс: 17020. Телефонный код: +380 4646.

## Власть
Орган местного самоуправления — Максимовский сельский совет. Почтовый адрес: 17020, Черниговская обл., Козелецкий р-н, с. Максим, ул. Фрунзе, 22.

## История
В XIX веке село Максим было в составе Моровской волости Остерского уезда Черниговской губернии. В селе была Покровская церковь.